# Syndrome du vinaigre
Le syndrome du vinaigre est le phénomène de dépolymérisation spontanée qui se produit dans les films pour la photographie, le cinéma, et certaines Bandes magnétiques, par dégradation de l'acétate en acide acétique, causant ainsi la détérioration du support des œuvres.